# フェルナンドン
フェルナンドン (Fernandão) こと、フェルナンド・ルシオ・ダ・コスタ（Fernando Lúcio da Costa, 1978年3月18日 - 2014年6月7日）は、ブラジル・ゴイアス州ゴイアニア出身のサッカー選手。ポジションはフォワード。
登録名の「フェルナンドン」は190cmの長身を持つことから。「大きなフェルナンド」を意味する。

## 経歴
ゴイアス州ゴイアニアにあるゴイアスECでキャリアをスタートさせ、2001年にオリンピック・マルセイユに移籍した。4年間フランスでプレーした後に2004年にSCインテルナシオナルに移籍した。2005年にはブラジル代表に初選出され、グアテマラ代表との試合で初キャップを踏みフレッジへのアシストを決めた。
2006年にはコパ・リベルタドーレスで勝ち進み、決勝のサンパウロFCとの試合でも1ゴール、1アシストを決める活躍をしチームを優勝へ導いた。自身もこの試合のマンオブザマッチに選ばれた。同年12月に行われたFIFAクラブワールドカップ2006に南米大陸王者として出場し、主将としてクラブを世界王者へ導いた。
2011年、現役引退。2012年7月から古巣インテルナシオナルの監督に就任。同年11月20日、解任された。

## 死去
2014年、現地時間6月7日午前、フェルナンドンの所有する農場から飛び立ったヘリコプターが、離陸後まもなくブラジル・ゴイアス州の州都アルアーニャで墜落する事故を起こした。病院に運ばれたが間に合わず、乗り合わせた残りの4名の死亡も確認されたという。36歳没。
SCインテルナシオナルの本拠地ベイラ・リオには、FIFAクラブワールドカップ2006の表彰式で世界一のトロフィーを掲げた姿の銅像が建てられている。

## 所属クラブ
- ゴイアスEC 1996-2001
- オリンピック・マルセイユ 2001-2003

→ トゥールーズFC (loan) 2003-2004
- SCインテルナシオナル 2004-2008
- アル・ガラファ 2008-2009
- ゴイアスEC 2009-2010
- サンパウロFC 2010-2011

## 指導歴
- SCインテルナシオナル 2012

## タイトル

### クラブ
- コパ・セントロ＝オエステ：2000, 2001
- カンピオナート・ゴイアーノ：1996, 1997, 1998, 1999, 2000
- カンピオナート・ガウショ：2005, 2008
- コパ・リベルタドーレス：2006
- FIFAクラブワールドカップ：2006
- レコパ・スダメリカーナ：2007
- ドバイカップ：2008
- カタール・スターズリーグ：2008-09